# Jamal Mahjoub
Pour les articles homonymes, voir Mahjoub.
Jamal Mahjoub, né en 1960 à Londres, est un écrivain britannique, auteur de roman policier sous le pseudonyme Parker Bilal.

## Biographie
Né à Londres, Jamal Mahjoub grandit à Khartoum, au Soudan.
Il détient un diplôme en géologie.
Après avoir publié sept romans, ainsi que des nouvelles et des essais, il commence en 2012 à publier, sous le pseudonyme Parker Bilal, une série de romans policiers consacrée à l'enquêteur soudanais Makana, réfugié politique devenu détective privé au Caire.

## Œuvre

### Romans signés Jamal Mahjoub
- La Navigation du faiseur de pluie : Vision apocalyptique d'une Afrique déchirée par la guerre, Actes Sud, coll. « Afriques », 1998 ((en) Navigation of a Rainmaker, 1989), trad. Francis Baseden  (ISBN 2-7427-1551-7)Réédition, Actes Sud, coll. « Babel » no 729, 2006 (ISBN 2-7427-5843-7)
- (en) Wings of Dust, 1994
- Le Train des sables, Actes Sud, coll. « Afriques », 2001 ((en) In the Hour of Signs, 1996), trad. Madeleine Sévry  (ISBN 2-7427-3436-8)Réédition, Actes Sud, coll. « Babel » no 622, 2004 (ISBN 2-7427-4650-1)
- Le Télescope de Rachid, Actes Sud, coll. « Afriques », 1999 ((en) The Carrier, 1998), trad. Jean Sévry  (ISBN 2-7427-2519-9)Réédition, Actes Sud, coll. « Babel » no 492, 2001 (ISBN 2-7427-3339-6)
- Là d'où je viens, Actes Sud, coll. « Afriques », 2004 ((en) Travelling With Djinns, 2003), trad. Madeleine Sévry  (ISBN 2-7427-4640-4)
- Latitudes à la dérive, Actes Sud, coll. « Lettres africaines », 2007 ((en) The Drift Latitudes, 2006), trad. Charlotte Woillez  (ISBN 978-2-7427-7022-9)
- Nubian indigo : Une histoire d'eau, d'amour et de légendes, Actes Sud, coll. « Afriques », 2006 ((en) Nubian Indigo, 2006), trad. Jean Sévry  (ISBN 2-7427-5928-X)
- Les Kamanga Kings, Actes Sud, coll. "Lettres africaines", 2025 ((en) The Fugitives, 2021), trad. Marie Chabin  (ISBN 978-2330206260)

### Romans signés Parker Bilal

#### SérieMakana
1. Les Écailles d'or, Seuil, coll. « Seuil policiers », 2015 ((en) The Golden Scales, 2012), trad. Gérard de Chergé  (ISBN 978-2-02-114191-7)Réédition, Points, coll. « Points policier » no P4286, 2016 (ISBN 978-2-7578-5997-1)
2. Meurtres rituels à Imbaba, Seuil, coll. « Seuil policiers », 2016 ((en) Dogstar Rising, 2013), trad. Gérard de Chergé  (ISBN 978-2-02-114194-8)
3. Les Ombres du désert, Seuil, coll. « Seuil policiers », 2017 ((en) The Ghost Runner, 2014), trad. Gérard de Chergé  (ISBN 978-2-02-123808-2)
4. Le Caire, toile de fond, Seuil, coll. « Cadre noir », 2018 ((en) The Burning Gates, 2015), trad. Gérard de Chergé  (ISBN 978-2-02-135996-1)
5. La Cité des chacals, Gallimard, coll. « Série noire », 2020 ((en) City of Jackals, 2016), trad. Gérard de Chergé  (ISBN 978-2-07-282872-0)Réédition, Gallimard, coll. « Folio policier » no 926, 2021 (ISBN 978-2-07-292272-5)
6. (en) Dark Water, 2017

#### SérieRayhana Crane
1. Les Divinités, Gallimard, coll. « Série noire », 2021 ((en) The Divinities, 2019), trad. Philippe Loubat-Delranc  (ISBN 978-2-07-288831-1)
2. (en) The Heights, 2020
3. (en) The Trenches, 2022

#### Autre roman
- Whitehavens (2021)